# Sonneville
Sonneville là một xã thuộc tỉnh Charente trong vùng Nouvelle-Aquitaine tây nam nước Pháp. Xã này có độ cao trung bình 115 mét trên mực nước biển.